# 李克承博士故居
李克承博士故居，又稱西門會館，位於臺灣新竹市北區興南里的日式會館，1943年建。2006年市府欲出售時，因是新竹第一位醫學博士李克承故居而保存，今列市定古蹟。

## 歷史

### 建立與樣貌

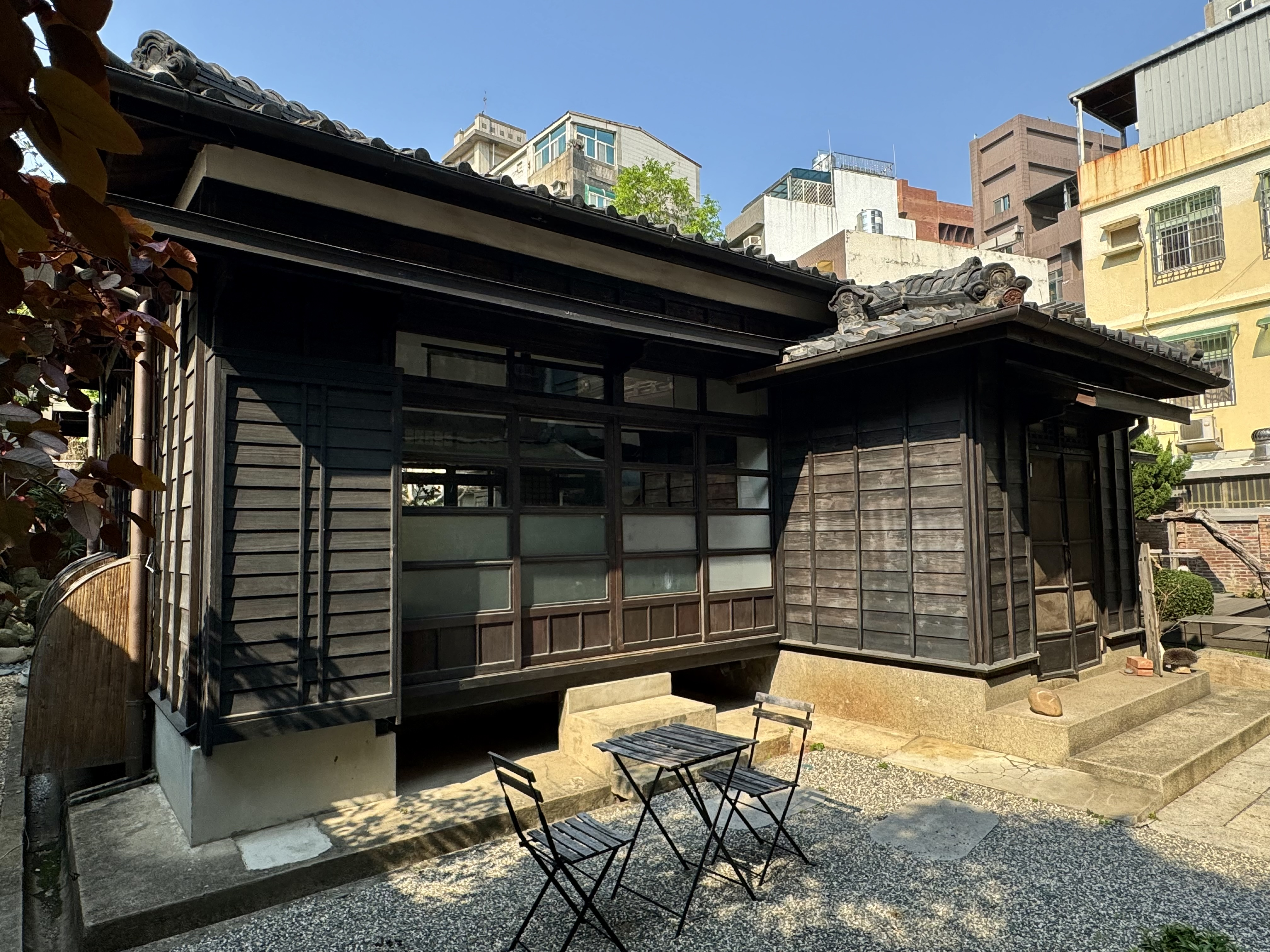
前庭

日治時期，新竹市勝利路一帶酒家林立，包含朝鮮半島的女子來此謀生。池田門、三上秀雄、有本兼治這三位日本商人因經營的信濃屋、新竹座戲院就在附近，便因地緣關係興建一座會館:74。該屋建在勝利路接通的獨門巷道，整體面積約150坪，建坪36.5坪:1。庭園種植羅漢松、茶花、桂花等花果，並建造池塘、奇石、水井。
建築學者蘇明修指出此獨棟日式L型木造住宅，有比例優美的屋面、作工精細的台灣檜木木材，呈現出日治時期新竹市上層的生活樣貌。房屋具有1940年代現代主義特色，形式與線腳簡潔皆以「円」作為基本圖象，為該棟建築形式的一大特色:86。
屋頂用日本黑瓦瓦茸，軒下南京下見板張處理，外部鋪押緣下見板，腰壁磚造，居間四周為12尺並挖排水溝:1。建除承襲黑瓦木構的日式風格外，為因應臺灣溼熱氣候，裝設增加出簷阻擋西曬，讓雨水順流而下的下見板，及用推拉式的幛子取代固定牆面以達通風效果。為替西側側或東側增加防晒、隔絕高熱，從門廊玄關進入後，以居間代替中央走廊的動線，連接東西兩側廊道:82。並為解決木質外牆會因屋頂滴水朽壞，本體四周均設置寬度為50公分的犬走:116。地基以為卵石夯實後，再舖設防蟻混凝土（水泥：砂：砂礫比從一般混凝土1：4：8調整為 1：3：6）:115。
因起初作為會館，格局不同於一般住宅強調私密性。像是西北側突出作為臥室的寄棟小屋，亦與其他住宅所呈現的比例略小:82。

### 李克承入住

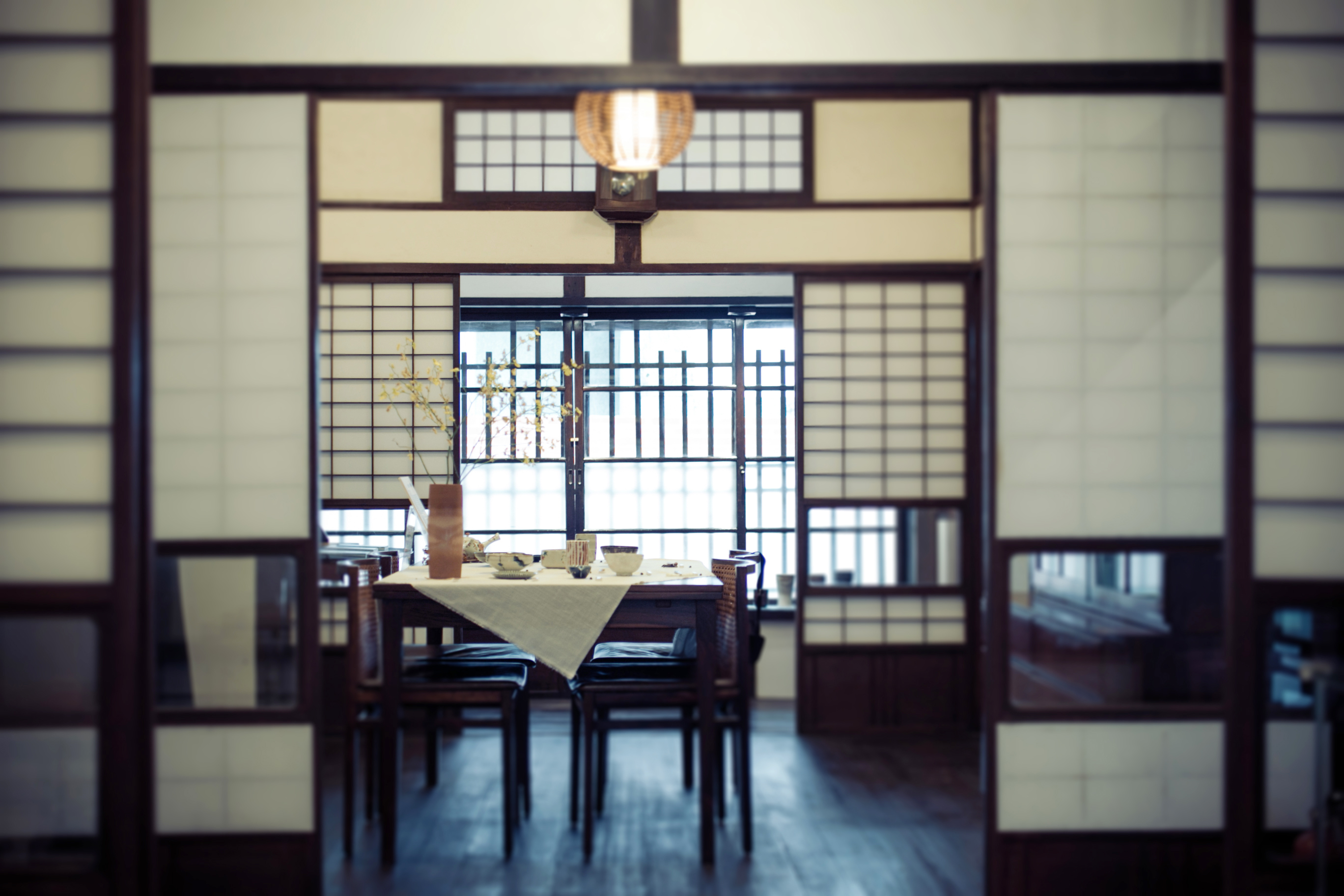
客廳

此會館原由池田門、有本兼治、三上秀雄這三位商舖經營者共同持有，1943年8月2日轉給池田門獨有:68。1945年，李克承在新竹市文昌街開設新竹內科醫院。當時李克承以2萬元向池田門購買此屋。根據李克承女兒李麗芬的回憶搬入之際，池田與他的家人需等候返回日本的船期，因此兩家人曾共住:33。當時買賣過程並未有相關契約，導致土地所有權在1957年從臺灣省公產管理處轉由新竹縣新竹市公所所有。
1986年9月24日，李克承去世。1996年，李克承妻子搬出此地:33。

### 市府收回
李克承身後，子孫因財務問題將此房舍抵押錢莊借錢，因無錢償還加上土地為市府所有，建物也歸為市府公產。1999年10月，地上權轉移給新竹市政府。蔡仁堅市府以年貨大街剩餘款將此屋作整修，原本要給副市長林正杰作宿舍。但2000年5月8日，市議員林飛鵬質疑市府假都發局名義給林正杰作宿舍。
之後市府行政室提出計畫改作招待所，因臨西門街而被市府人員稱為「西門招待所」，也因改作新竹文藝人士聚會場所故又稱「西門會館」:1。清治時勝利路與西門街附近地區舊稱「西門」。

### 保留運動

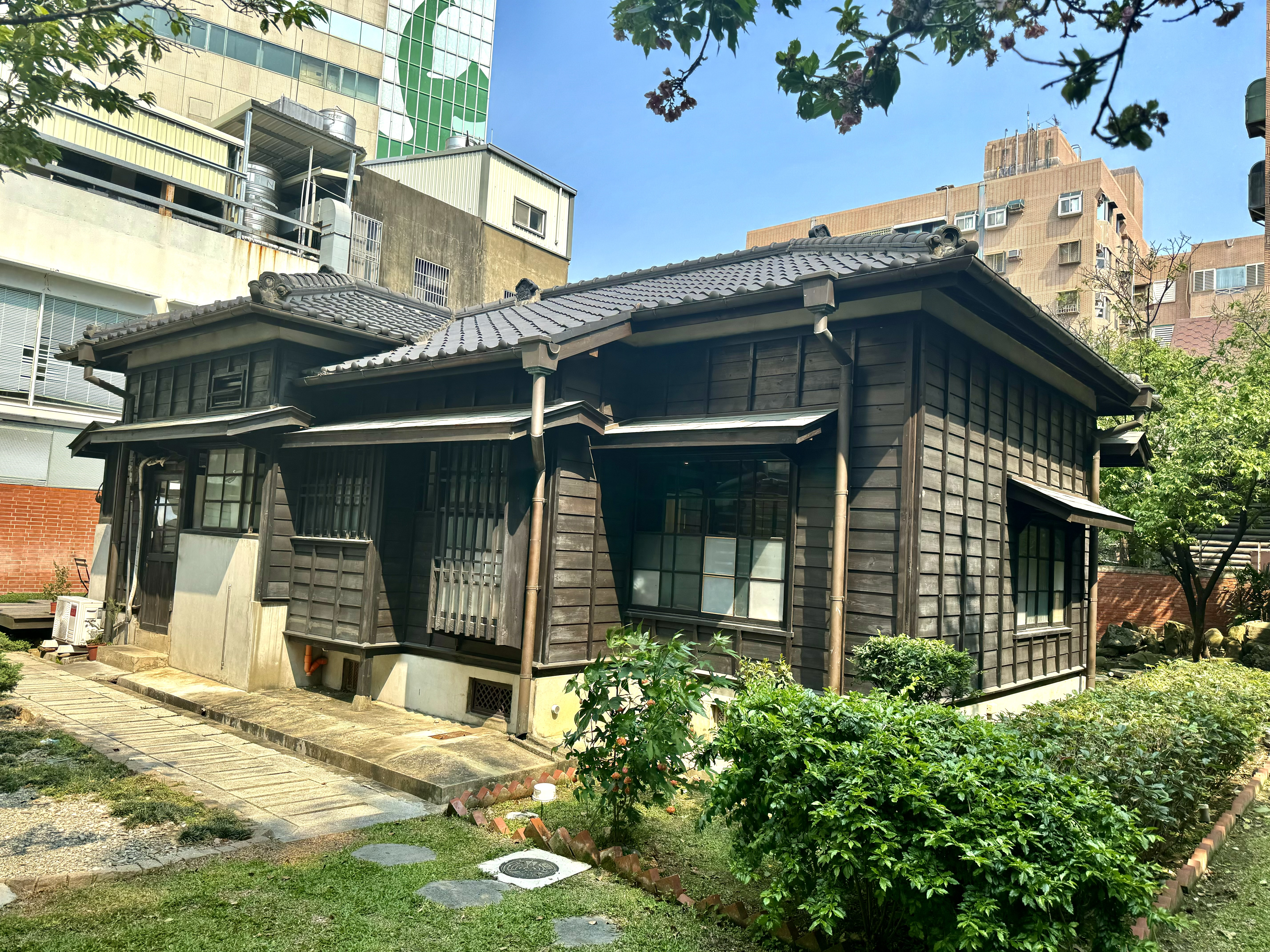
側邊

原市府都發局曾在西門會館辦公、編輯市府刊物。2006年1月16日，市府市務會議決議以公告現值649萬元標售西門會館。財政局局長陳錦潭發布新聞說，西門會館閒置多時，建築物已屬危險建築，且有蚊蟲及蛇等出沒，影響附近居民安全，故決定依法處理。在《聯合報》獨家報導此事後，引起建築師謝英俊、建築師林志成、新竹交通大學總務長林健正、市議員鄭正鈐、前新竹市文化中心主任洪惠冠都表態保留。17日，竹塹文教基金會董事長陳明河串聯新竹人文及環境永續發展協會、淨竹文教基金會、新竹行人優先協會、新竹公害防治協會與藝文團體，以發表聯合陳情書。18日，市長林政則邀請新竹清華大學歷史系教授張永堂、中華大學教授李奕樵、玄奘大學教授黃運喜、建築師鍾心怡等人討論後，林政則同意籌組專案小組，委託李奕樵任召集人。
1月19日上午上午10時30分，地方文化界人士集聚於市府廣場前，手持「新竹第一博」李克承遺像的牌子，連當時罹患帕金森氏症的藝術家夏萍都在別人攙扶上場。當時洪惠冠不顧警方的勸阻，拿著擴音器大聲疾呼市府應審慎，說一旦完成拍賣程序，西門會館很有可能被夷為平地。同天下午的市府召開藝術顧問會上，陳明河當眾宣布辭去顧問職務，並指責市長和局長未去探望正生病的畫家鄭世璠。
1月25日，陳明河、前縣府文化局長蔡榮光、前新竹市文化中心主任洪惠冠、前市府文資課長王靜秋、建築師林志成、謝英俊人決定架設網站，以定期針對文化議題舉辦新竹文化論壇。2月19日，清華大學教授王俊秀教等文化界聚會，決組成「搶救西門會館行動聯盟」。3月15日，新竹市文化局專案小組會議，包括李克承兒子李德昭等多數委員，決議李克承是新竹市第一位醫學博士，且望重一方的地方士紳，故保存有其必要性。

### 列入古蹟

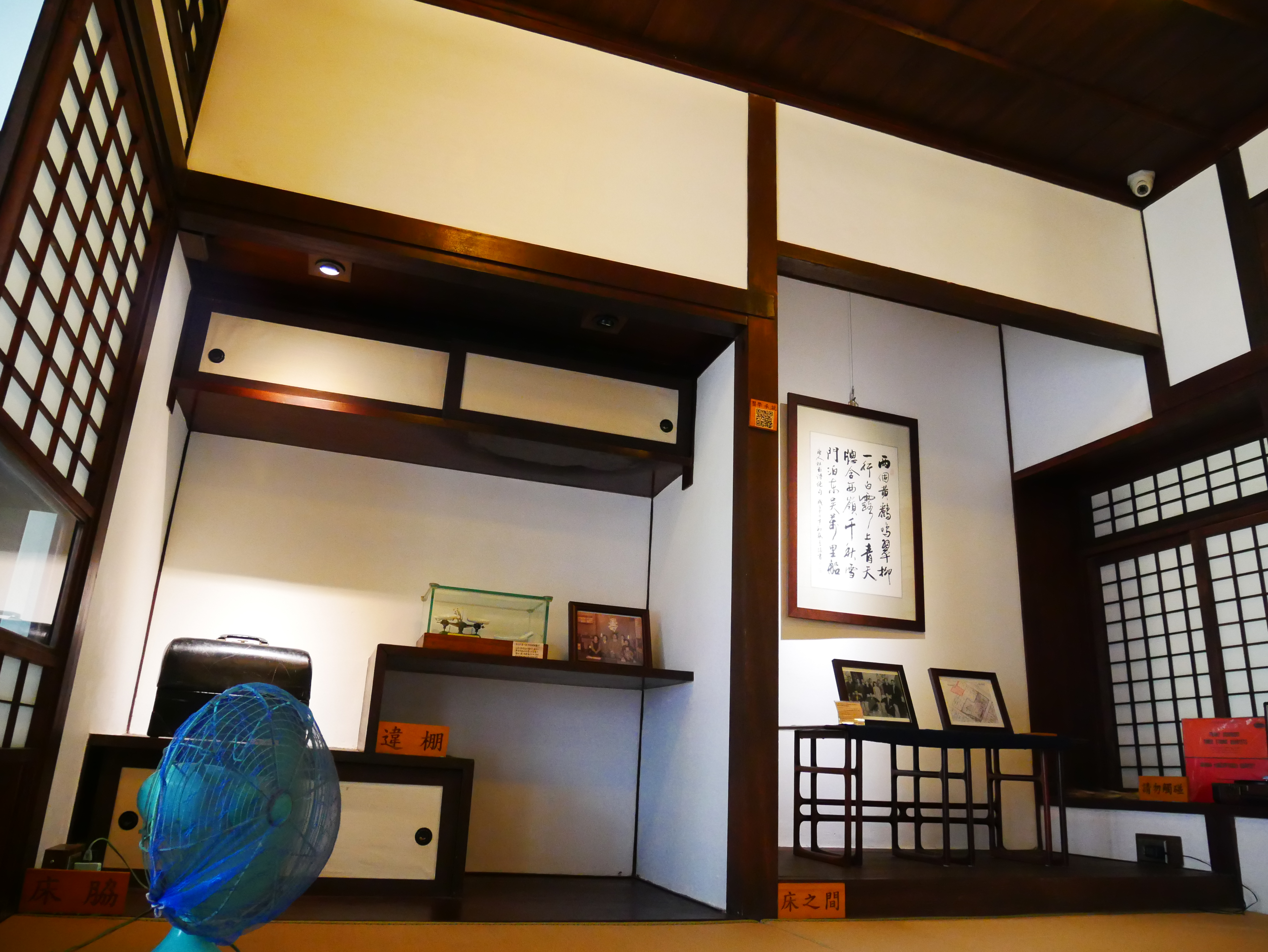
臥室

2011年9月2日，市長許明財實勘時李克承故居表示，將提出工程經費新台幣2200萬元作修復。11月1日，新竹市古蹟審議委會，李克承故居成為新竹市第21處市定古蹟。對此，興南里長楊賜濱表示，李克承博士故居是興南里重要的文化資產，里民們都深感光榮。
2013年，市府以新台幣1700萬元修復李克承博士故居。之後，市府將李克承故居以每年新台幣210萬元權利金和租金作餐廳活化，並邀李克承之女李麗芳定期在此展演「草月流」花道。2015年1月22日，李克承博士故居與辛志平校長故居同天開幕。2018年8月19日原廠商經營權到期，2019年12月17日改由新橋餐飲繼續經營。

## 外部連結
- （繁體中文）官方FB：李克承博士故居的Facebook專頁